# Lancaster (New Hampshire)
Lancaster – miasto w Stanach Zjednoczonych, w stanie New Hampshire, w hrabstwie Coös.